# Gottfrid Eklund
Gottfrid Eklund, född den 12 augusti 1865 i Bredaryds församling, Jönköpings län, död den 28 februari 1926 i Norrköping, var en svensk präst.
Eklund blev 1888 student vid Uppsala universitet, där han avlade teoretisk teologisk examen 1890 och praktisk teologisk examen 1891. Efter att sistnämnda år ha avlagt folkskollärarexamen blev han samma år pastorsadjunkt i Motala församling och domkyrkoadjunkt i Linköping 1895. Eklund blev komminister i Hannäs församling 1897 (med tillträde 1899) och i Norrköpings Hedvigs församling 1904 samt kyrkoherde där 1920. Han genomförde en studieresa till Danmark och Tyskland 1906. Eklund blev ordförande i Sydöstra Sveriges folkbildningsförbund 1909 och i Östergötlands läns föreläsningsförbund 1912. Han var predikant vid 1920 års prästmöte i Linköpings stift. Eklund publicerade skrifter i psykologiska och pedagogiska ämnen samt religionshistoria. Han vilar på Matteus begravningsplats i Norrköping.